# Szkoła Podstawowa nr 13 im. św. Barbary w Katowicach
Szkoła Podstawowa nr 13 im. Św. Barbary w Zespole Szkolno-Przedszkolnym nr 4 w Katowicach – publiczna szkoła podstawowa, znajdująca się w Katowicach-Bogucicach.

## O szkole
W XVIII wieku, wraz ze wzrostem przemysłu i liczby ludności w Bogucicach, utworzona została pierwsza szkoła świecka. Szkoła powstała przy zbiegu dzisiejszych ulic Markiefki i Katowickiej. Szkoła była jednak za mała, by pomieścić wciąż powiększającą się liczbę uczniów, dlatego w 1903 oddano do użytku Szkołę Miejską nr 12, początkowo koedukacyjną.
W 1913 szkoła stała się szkołą dla chłopców (część ceglana), a do niej dobudowano szkołę żeńską nr 13 (szary budynek).

## Historia szkoły
W trakcie I wojny światowej, władze niemieckie przekształciły szkoły w szpital wojskowy. W latach 1919–1921 w czasie powstań śląskich w szkołach kwaterowali powstańcy śląscy. W 1922 część Górnego Śląska zostaje przyłączona do Polski, obie szkoły stały się szkołami polskimi. W czasie II wojny światowej szkoły znów stały się niemieckie.
Po wolnie, w 1967 roku wybudowano salę gimnastyczną, która architektonicznie połączyła obie szkoły. W 1973 szkoła otrzymała imię Walerego Wróblewskiego, uczestnika Powstania styczniowego. W 1975 decyzją władz, obie szkoły zostały połączone w jedną Szkołę Podstawową nr 13. Szkoła w 1990 liczyła 1726 uczniów, których uczyło 109 nauczycieli. Przez gwałtowny wzrost liczby uczniów, część klas zostaje przeniesiona do starego budynku na ulicy Markiefki. W 1999 na terenie szkoły wybudowano boisko, oraz plac zabaw. Pod koniec 2008 w szkole zakończył się remont. Utworzono w pełni wyposażoną pracownię komputerową, nastąpiła wymiana stolików i krzeseł w salach uczniowskich. Wymieniono stolarkę okienną i instalację wodną w całej szkole. W 2005 szkole nadano imię świętej Barbary.

## Dyrektorzy i kierownicy szkoły
- 1896–1919 – Flegweger;
- 1919–1925 – Rudzki;
- 1925–1939 – Oskar Degasa;
- 1939–1945 – Grams;
- 1945–1951 – Bernard Otremba;
- 1951–1965 – Anna Pogwizdowa;
- 1965–1975 – Janusz Kwiatek;

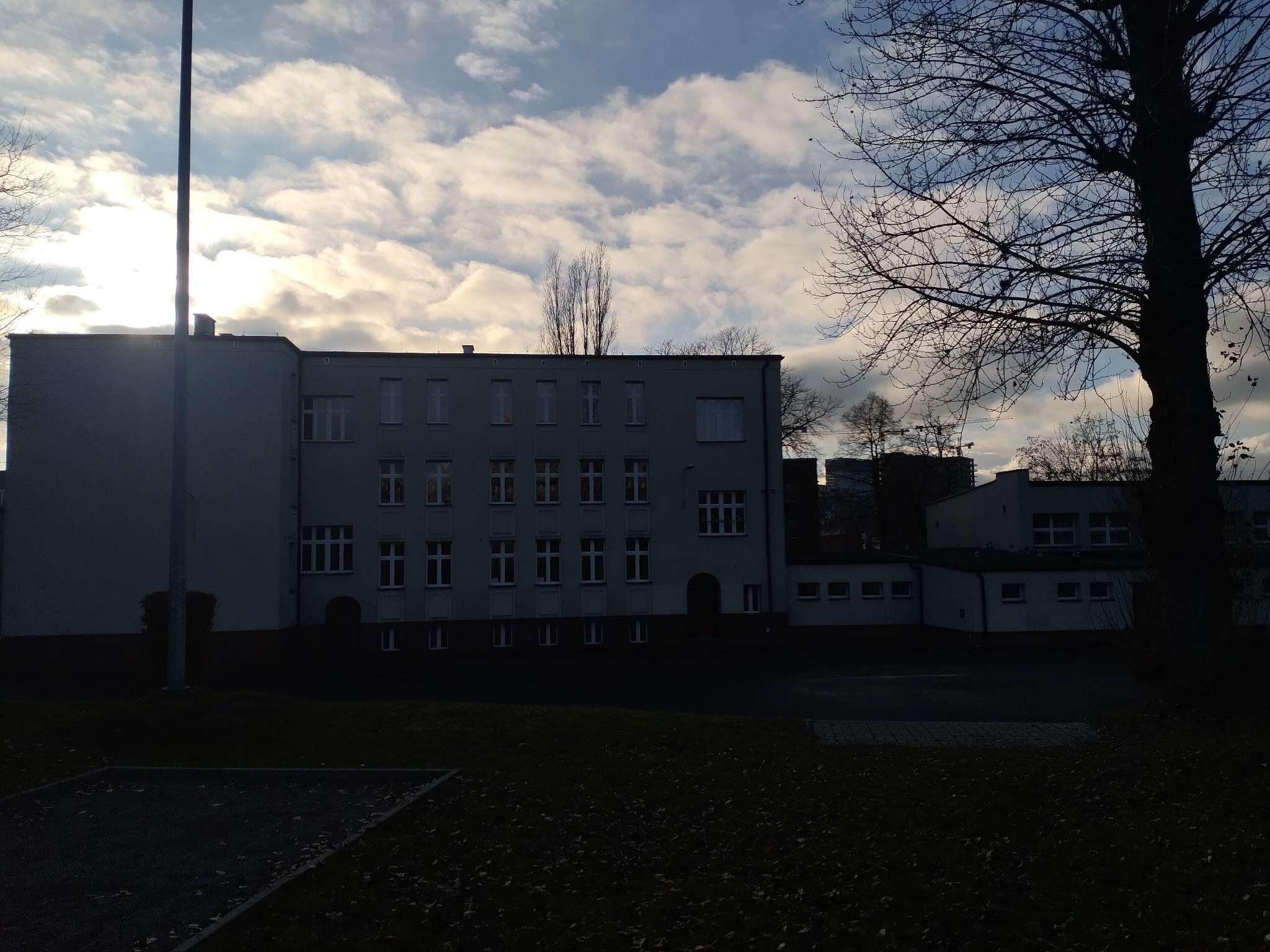
Szary budynek szkoły.

- 1975–1980 – Krystyna Fuchs-Jasińska;
- 1980–1990 – Marianna Kubiak;
- 1990–2014 – Joanna Szyksznia;
- 2014–2019 – Gabriela Chmielarz;
- od 2019 – Apolonia Filipek[2].

## Absolwenci

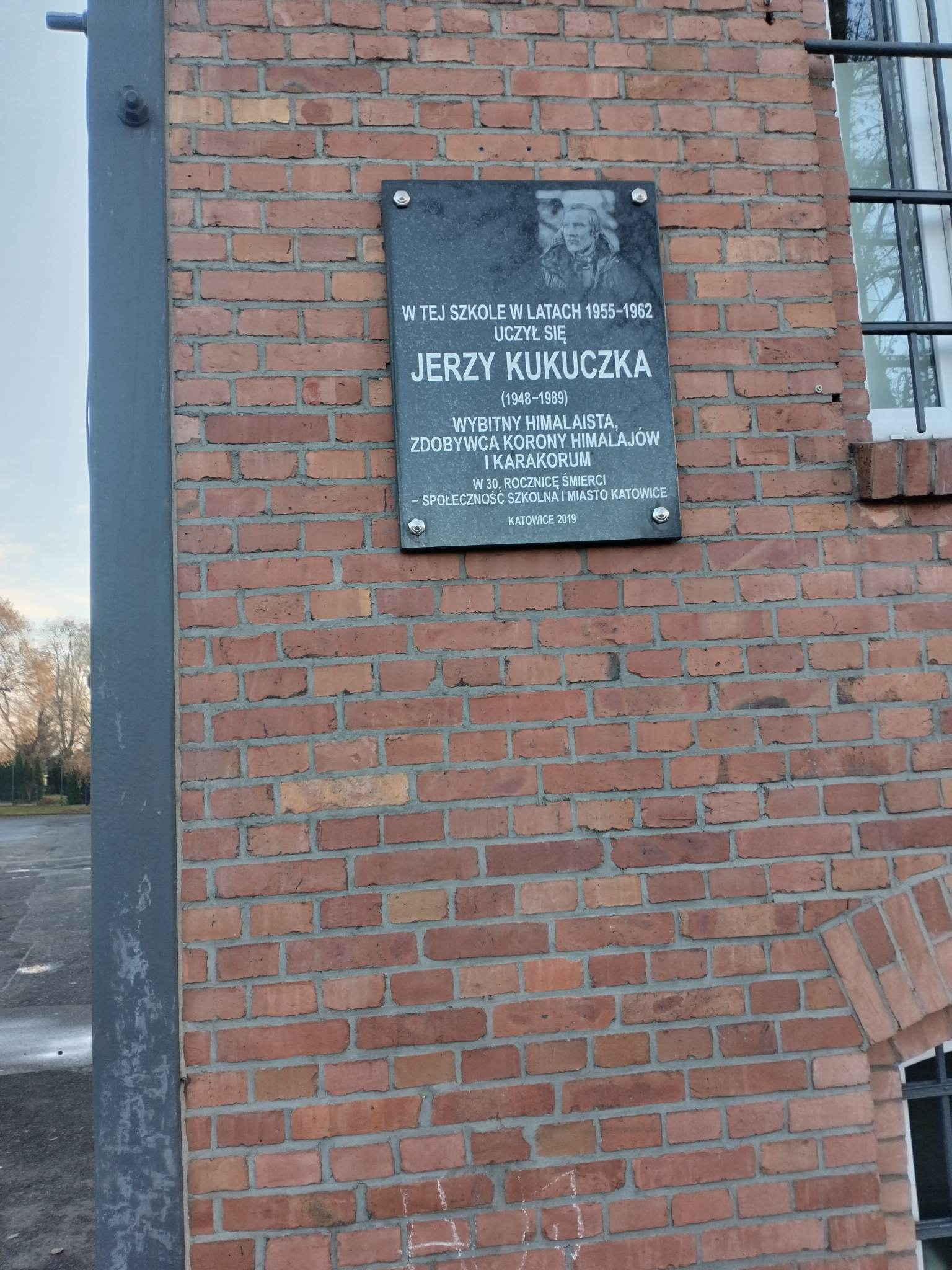
Na budynku szkoły widnieje tablica upamiętniająca Jerzego Kukuczkę.

- Jerzy Kukuczka – polski himalaista,
- Magik – polski raper, członek zespołów Kaliber 44 i Paktofonika.